# أولادي (فلم)
أولادى هو فيلم مصري تم إنتاجه عام 1951.

## قصة الفيلم
زوج تموت زوجتة تاركة ثلاثة أولاد، لتبدا الخادمة (زهرة) في نصب شباكها عليه بعد طلاقها من زوجها، يتزوجها الأب بعد أن رأى عطفها وحنانها علي أولاده، لكنها تخونه مع زوجها السابق وتقسو علي الأبناء لتبدا المشاكل معهم، فتموت الخادمة مقتولة لتتهم الابنة بقتلها، وفي اللحظة الأخيرة يتم الكشف عن القاتل الحقيقي وهو شقيق الخادمة.

## بطولة
- مديحة يسري زهرة الخادمة

- شادية كريمة ابنة إبراهيم بيك

- زكي رستم إبراهيم بيك

- رشدى أباظة محبوب

- زينب صدقي أم محيي

- زوزو شكيب

- عزيزة حلمي ناجية والدة كريمة

- عبد المنعم بسيوني فتحي أخو كريمة

- كمال حسين محيي

- جمالات زايد

- ببا إبراهيم

- شريفة فاضل

- محمد توفيق

- عبد العزيز أحمد مرسي

## أغاني الفيلم
| الأغنية             | كلمات     | ألحان                    | غناء  |
| ------------------- | --------- | ------------------------ | ----- |
| تعالي يلي طال بعادك | فتحي قورة | محمود الشريف عزت الجاهلي | شادية |
| يا حمامى يا امه     | فتحي قورة | محمود الشريف عزت الجاهلي | شادية |
| متع شبابك بالدنيا   | فتحي قورة | محمود الشريف عزت الجاهلي | شادية |